# Bako Ratsifa
Bako Ratsifa Andrihamanana (ur. 18 marca 1964) – madagaskarska pływaczka.
Brała udział w igrzyskach olimpijskich w 1980 (Moskwa), na których startowała w dwóch konkurencjach (w obu odpadła w eliminacjach).
Najpierw wystartowała w wyścigu na 100 m stylem dowolnym (20 lipca). W swoim wyścigu eliminacyjnym zajęła szóste miejsce z czasem 1:07,21 (łącznie zajęła 25. miejsce, wyprzedzając pięć zawodniczek). Trzy dni później wystartowała w eliminacjach na 100 m stylem motylkowym. Zajęła w swoim wyścigu eliminacyjnym ostatnie miejsce (z czasem 1:09,43), co w końcowej klasyfikacji pozwoliło jej zająć 23. miejsce (wyprzedziła jedynie Libijkę Nadię Fezzani).
W czasie trwania igrzysk miała około 154 cm wzrostu i 47 kg wagi.
Jej młodszą siostrą jest Vola Hanta Ratsifa Andrihamanana, także pływaczka i olimpijka.